# Bouřlivé dny
Bouřlivé dny (v anglickém originále Days of Thunder) je americký sportovní film z roku 1990. Režisérem filmu je Tony Scott. Hlavní role ve filmu ztvárnili Tom Cruise, Nicole Kidman, Robert Duvall, Michael Rooker a Cary Elwes.

## Obsazení
| Tom Cruise     | Cole Trickle    |
| Nicole Kidman  | Claire Lewicki  |
| Robert Duvall  | Harry Hogge     |
| Michael Rooker | Rowdy Burns     |
| Cary Elwes     | Russ Wheeler    |
| Randy Quaid    | Tim Daland      |
| Fred Thompson  | Big John        |
| John C. Reilly | Buck Bretherton |

## Ocenění a nominace
Film byl nominován na Oscara v kategorii nejlepší zvuk. Získal dále jedno ocenění a jednu nominaci.